# Le Diable des glaces
Pour plus de détails, voir Fiche technique et Distribution.
Le Diable des glaces (Sometimes They Come Back... for More) est un film américain réalisé par Daniel Zelik Berk, sorti en 1999 directement sur le marché vidéo. C'est une pseudo-suite du film Les Enfants du diable (1996), lui-même précédé de Vengeance diabolique (1991).

## Synopsis
Un massacre a lieu dans une base secrète américaine en Antarctique et l'armée y envoie deux enquêteurs, le capitaine Sam Cage et le major Callie O'Grady. Ceux-ci découvrent qu'il y a deux survivants : le docteur Jennifer Wells et le technicien Brian Shebanski. Tous les quatre sont bientôt confrontés à des forces maléfiques.

## Fiche technique
- Réalisation : Daniel Zelik Berk
- Scénario : Adam Grossman et Darryl Sollerh
- Photographie : Christopher Walling
- Montage : Todd Clark
- Musique : Brian Langsbard
- Société de production : Trimark Pictures
- Pays de production :  États-Unis
- Langue originale : anglais
- Genre : horreur
- Durée : 89 minutes
- Date de sortie : 
  - États-Unis : 7 septembre 1999 (VàD)

## Distribution
- Clayton Rohner : Capitaine Sam Cage
- Faith Ford : Dr Jennifer Wells
- Max Perlich : Lieutenant Brian Shebanski
- Chase Masterson : Major Callie O'Grady
- Damian Chapa : Dr. Carl Schilling
- Jennifer O'Dell : Mary
- Michael Stadvec : Capitaine Robert Reynolds
- Stephen Hart : Major Frank Whittaker
- Douglas Stoup : Lieutenant Baines

## Production
Trimark Pictures a racheté les droits de Vengeance diabolique à Dino De Laurentiis pour en faire une sorte de suite qui reprend la même idée de départ de Cours, Jimmy, cours la nouvelle de Stephen King dont Vengeance diabolique est adapté. Cette suite, Les Enfants du diable, a connu un succès modéré en vidéo, ce qui a permis de produire une autre suite, Le Diable des glaces, film qui n'a quant à lui absolument rien à voir avec la nouvelle de Stephen King.

## Accueil critique
Le film obtient 0% de critiques positives, avec une note moyenne de 3/10 et sur la base de 5 critiques collectées, sur le site Rotten Tomatoes. Pour Alexandre Poncet, de Mad Movies, le film  « tente de refaire The Thing avec le budget chauffage du chef-d'œuvre de Carpenter » et « le résultat fait peine à voir », d'autant que le film est dépourvu « de la moindre séquence-choc ».